# 도자기

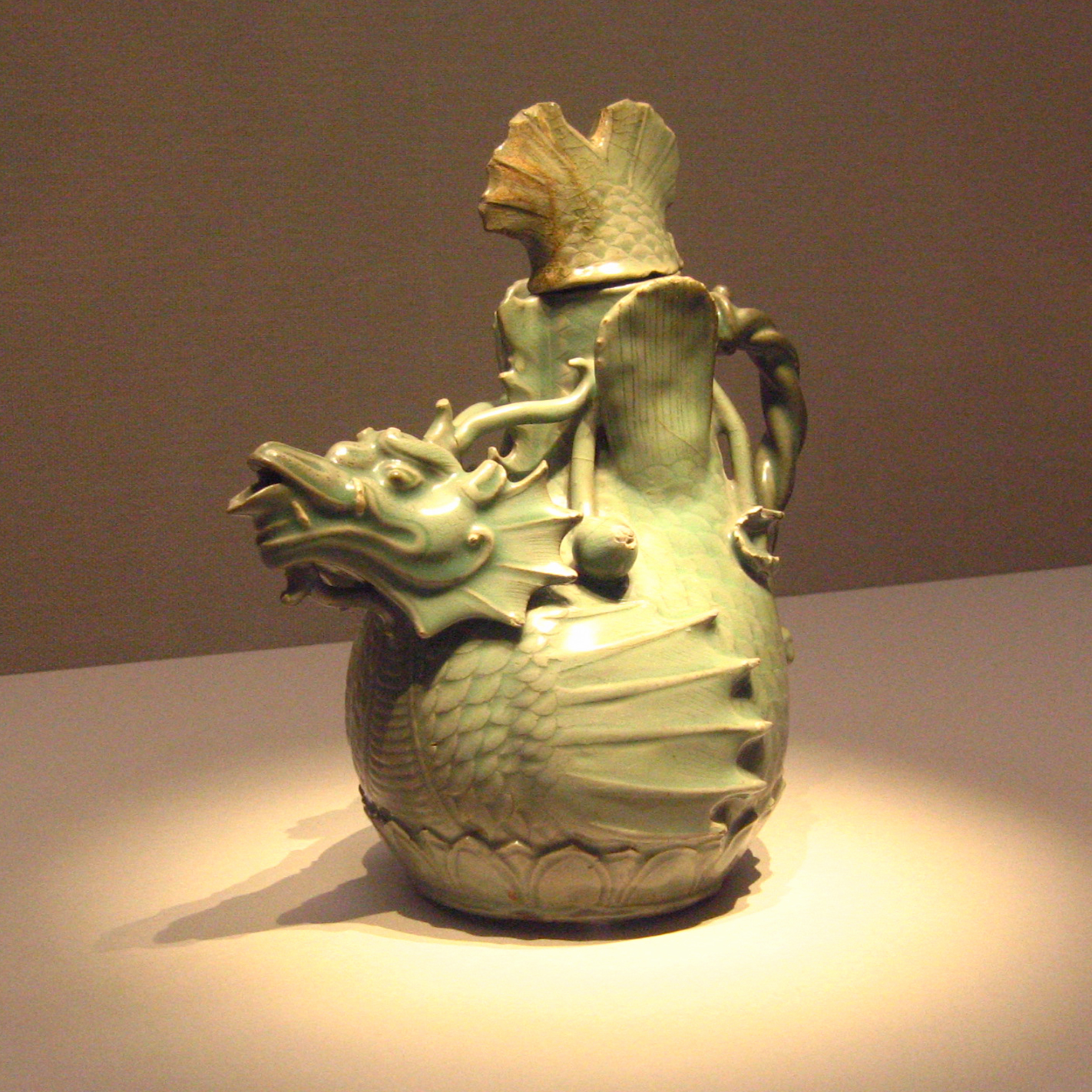
서울 국립중앙박물관에 전시된 청자비룡형주자, 국보 제61호

도자기(陶瓷器, 영어: porcelain, fine china)는 흙을 빚어 높은 온도의 불에서 구워낸 그릇이나 장식물을 말한다. 크게 1,000°C-1,200°C 의 온도에서 구운 도기(陶器earthenware/pottery)와 1,250∼1,350°C에서 구운 자기(瓷器, porcelain)로 나눌 수 있으며, 도기와 자기 및 사기(沙器/砂器)그릇, 질그릇을 통틀어 도자기라고 한다. 소지의 상태나 소성 온도에 따라 토기, 도기, 석기, 자기로 나뉜다.

## 도자기 원료의 3요소
흙을 반죽하여 도자기를 만드는 데는 3종의 성질을 가진 원료가 필요하다.
- 반죽할 때에 힘을 가하면 형태가 변하고, 힘을 제거해도 형태를 유지하는 성질 즉, 소성(塑性)이 있어야 한다. 이 소성을 가진 것이 점토인데, 만약 점토가 없다면 건조시킬 때 부서져 버린다.
- 열을 가해 성형된 형태로 고화시킬 때, 흙가루와 흙가루 사이를 굳게 결합하는 역할을 하는 재료가 필요한데 이 역할을 하는 것이 장석으로서, 1,000°C 정도가 되면 장석 속에 들어 있는 알칼리 성분이 녹아서 유리질이 되어 입자와 입자 사이를 메운다. 이 유리질은 약간만 온도가 내려가도 곧 굳어 버리므로 입자와 입자는 굳게 결합된다.
- 또 하나의 원료는 도자기의 본체가 되는 것으로, 만들어진 도자기의 비중이라든가, 어느 정도의 온도에서까지 사용할 수 있는가 등 도자기의 주요 성질을 결정하는 인자가 되며, 석영질의 흙, 즉 규석이 쓰인다. 이 성분이 많이 함유된 도자기는 처음 성형했을 때의 형태와 구워냈을 때의 형태가 별로 달라지지 않는다. 그러나 점토질의 원료는 구우면 수증기가 빠져나가고, 장석질 원료는 유리화되어 부피가 작아지는데, 이와 같은 현상을 소성수축(燒成收縮)이라 부른다.

## 도자기의 성형법
도자기 원료를 반죽하여 성형하는 데는 다음 3가지 방법이 있다.

### 녹로에 의한 방법
전술한 3대 주원료를 적당한 방법으로 섞고 잘 반죽하여 원판 위에 올려놓고 이 원판을 회전시킨다. 손이나 대나무주걱 등으로 원료에 힘을 가하면서, 대접이나 접시 혹은 꽃병 등 목적하는 형태로 만든다. 기술적으로는 상당히 어려운 방법인데 꽤 오래전부터 써 오던 방법이며, 현재도 공예품 등을 제작할 때 이용되고 있다.

### 석고로 된 거푸집을 쓰는 방법
흙을 반죽할 때 물을 많이 사용하면 걸쭉하고 잘 흘러내리는 반죽이 된다(이것을 slip이라고 부른다). 이것을 석고로 만든 틀에 부으면 여분의 물이 흡수되어 묽었던 흙이 굳어진다. 이 방법은 같은 형태의 도자기를 대량 생산할 때 이용된다.

### 점토·장석을 원료로 사용하지 않는 방법
도자기에 따라서는 점토나 장석 성분이 들어 있으면 성질이 떨어지는 것이 있다. 이런 종류의 도자기는 성형하는 데 점토를 쓰는 대신, 전분 등의 풀을 사용하거나 높은 압력을 가해 굳힌다. 또 장석의 역할을 하는 재료를 넣지 않고 아주 높은 온도로 하여 주성분 중의 일부가 녹을 정도로 강하게 굽는 때도 있다.

## 도자기 굽는 법

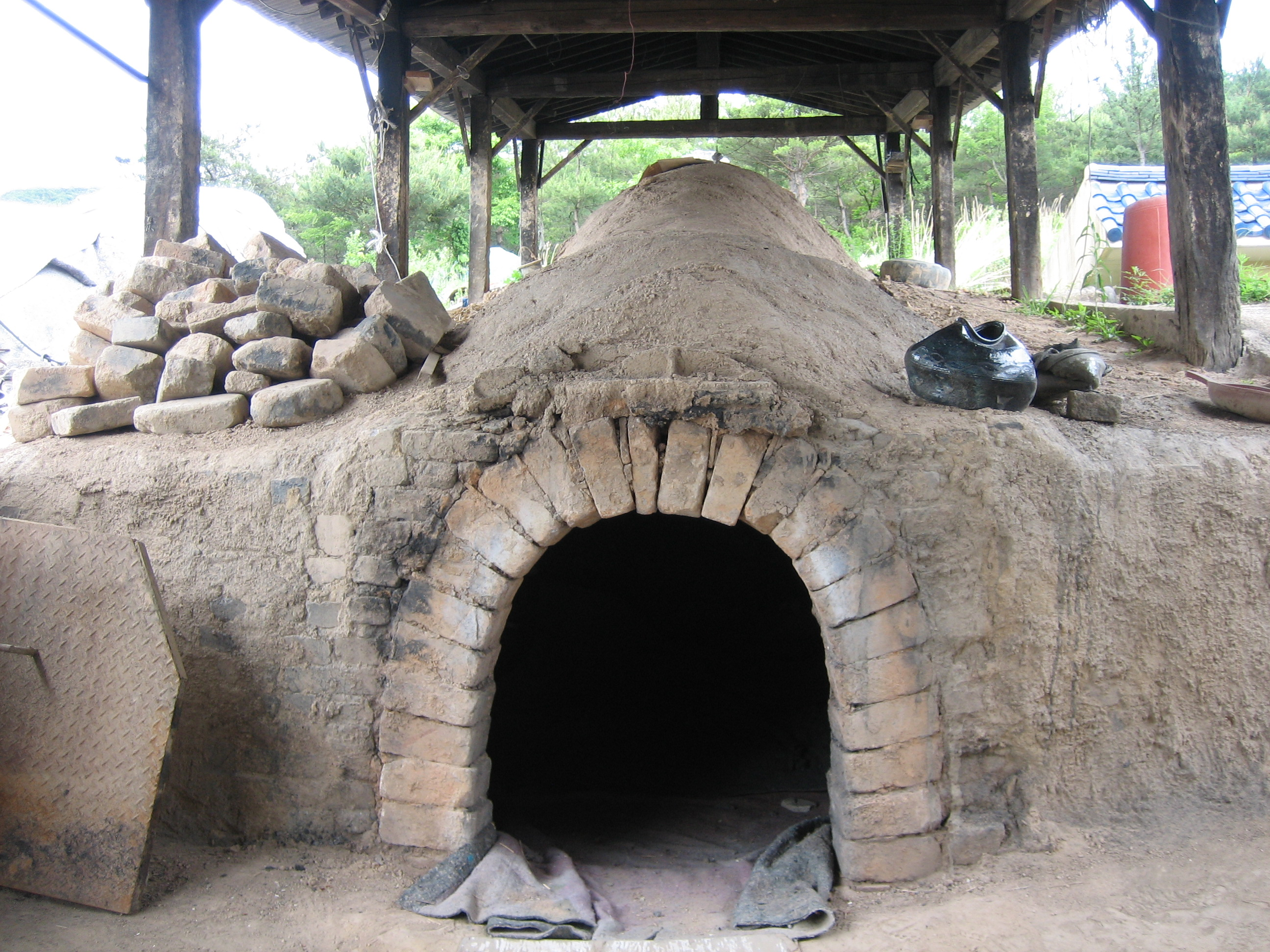
경주 민속공예촌에 있는 옹기 가마

도자기를 굽는 데는 1,000°C 이상의 고온이 필요한데, 이를 위한 장치가 가마라 불리는 것으로, 최소한의 연료를 사용하여 최고의 온도를 얻을 수 있도록 고안되어 있다.

### 등요
등요(登窯)는 전국 각지에서 오래전부터 사용되어 온 것이다. 원료를 반죽·성형한 것을 가마 위쪽 부분의 선반모양으로 된 받침 위에 여러 층으로 쌓는다. 이어서 가장 밑층에서 나무를 때면 그 화염이 상층으로 올라가게 된다. 이 때 온도가 떨어지지 않도록 가마 옆에 뚫린 구멍으로 장작을 던져 넣는다. 이렇게 해서 차례로 가장 윗부분까지 열이 퍼지는데, 가마 전체가 계단식으로 되어 있으므로 굴뚝 역할을 하게 되어 연료가 계속 타게 되는 것이다.

### 터널(tunnel) 요
등요의 경우는 구워진 도자기를 꺼내려면 불을 끄고 가마가 식을 때까지 기다려야 한다. 이러한 불편을 덜기 위해 가마를 터널식으로 만들어 출구와 입구를 낮은 온도로, 중앙을 고온으로 만든다. 구우려는 재료를 대차(臺車) 위에 얹고 터널 속을 천천히 통과시켜서 굽는 방식이다. 도자기를 공업적으로 대량생산하는 데는 이 방법이 이용된다.

## 도자기의 채색과 장식
원료를 반죽하여 가마에서 구워 낸 것을 질그릇·토기(土器)라 부르며, 이것은 표면이 거칠고, 잘 구워지지 않는 것은 표면에서 수분을 흡수하거나 속에 담은 물이 스며나오기도 한다.

### 유약
질그릇·토기의 결점을 보완하기 위해 그 위에 유약(釉藥：잿물)을 바르고, 다시 가마 속에 넣어 구우면, 광택이 있고 수분을 통과시키지 않는 표면을 만들 수 있다. 또 점토를 성형한 뒤 미리 유약을 발라 굽는 방법도 있다. 유약은 유리질이므로 광택있는 표면이 될 뿐 아니라 뜨거운 유리를 갑자기 식히면 갈라지는 성질을 응용하여, 화병 등의 표면에 잘게 갈라진 무늬를 만들 수도 있다. 이처럼 잔 무늬로 갈라진 것을 관유(貫乳)라고 부른다. 유약은 나트륨·칼륨·마그네슘·칼슘·납·붕소·알루미늄의 산화물 등을 고르게 혼합한 것으로, 이 성분은 보통 유리와 대체로 같으나 도자기의 종류·굽는 온도 등에 따라 달라진다.

### 채색·그림붙이기
도자기는 모양을 아름답게 하기 위해 무늬나 그림을 넣는 것이 보통이며, 착색·그림 붙이기의 방법에는 2가지가 있다. 그 하나는 색소지(色素地)란 방법으로, 흙을 반죽할 때 미리 착색제를 섞는 것이고, 다른 하나는 색유(色釉)라 하여 유약에 착색제를 섞어 초벌 구운 것 위에 바른 다음 다시 굽는 방법이다. 그림을 넣는 방법으로는 초벌 구운 것에 직접 그림을 그리고(혹은 전사지를 붙이거나), 그 위에 유약을 바르는 것, 유약을 발라 구워 낸 다음 그림을 그리고 다시 굽는 등의 방법이 있다.

## 도자기의 착색제
| 착색제         | 색 | 착색제         | 색 |
| -------------- | -- | -------------- | -- |
| 크롬산칼륨     | 황 | 염기성탄산구리 | 녹 |
| 크론산납       | 황 | 황산구리       | 청 |
| 산화코발트     | 흑 | 산화제이철     | 적 |
| 염화제일코발트 | 적 | MnSO4·7H2O     | 적 |
| 산화제일코발트 | 녹 | NiO            | 감 |
| 중크롬산칼륨   | 적 | TiO2           | 백 |

색깔이 마음에 들어 산 옷이 1년도 안 가서 색이 바랜다거나, 세탁할 때 물이 빠져 다른 옷까지 버리게 되는 경우가 종종 있다. 그러나 도자기의 경우는 그런 일이 절대로 없다. 그 이유는 도자기의 색채는 고온으로 구워서 발색시킨 것이기 때문이다. 그러기에 끓는 물에 담가도, 오랜 세월이 흘러도 변색하지 않으며, 몇 천년 전의 도자기가 지금도 아름다운 색채를 잃지 않고 미술품·골동품으로 사랑을 받고 있는 것이다. 그러나 고온으로 구워 목적하고 있는 색채를 얻는 일은 몹시 어려운 작업으로서, 착색약품의 차이·굽는 온도·가마 속의 연료가 완전히 연소하고 있는지의 여부 등에 의해 색채가 미묘하게 변화한다.
착색제로는 코발트·망간·철·구리·티탄·크롬·금·은·납 등 여러 가지가 있는데, 같은 약품이라도 굽는 방법에 따라 전혀 다른 색을 내는 경우가 많다.

## 도자기의 구분
| 구분             | 자기                       | 도기                    | 토기                         |
| ---------------- | -------------------------- | ----------------------- | ---------------------------- |
| 굽는온도         | 가장 높다.                 | 보통이다.               | 비교적 낮다.                 |
| 초벌구이 때      | 물을 거의 흡수하지 않는다. | 물을 흡수한다.          | 물을 흡수한다.               |
| 비쳐 보았을 때   | 밝게 비친다.               | 빚을 통과시키지 않는다. | 빚을 통과시키지 않는다.      |
| 가볍게 튀겼을 때 | 맑은 소리                  | 탁한 소리               | 탁한 소리                    |
| 유 약            | 사용                       | 사용                    | 사용하지 않았거나 조금 사용. |
| 용 도            | 얇은 식기                  | 두꺼운 식기, 위생 도기  | 기와, 토관, 화분             |

찰흙이나 돌을 원료로 하고 그것에 의하여 형을 만들어 가마에서 고열처리하여, 화학변화를 일으키게 한 인조광물을 총칭하여 도자기라고 하는데, 이것을 성질에서 분류하면 대별하여 토기, 도기, 석기, 자기의 네 종류가 된다.

### 토기

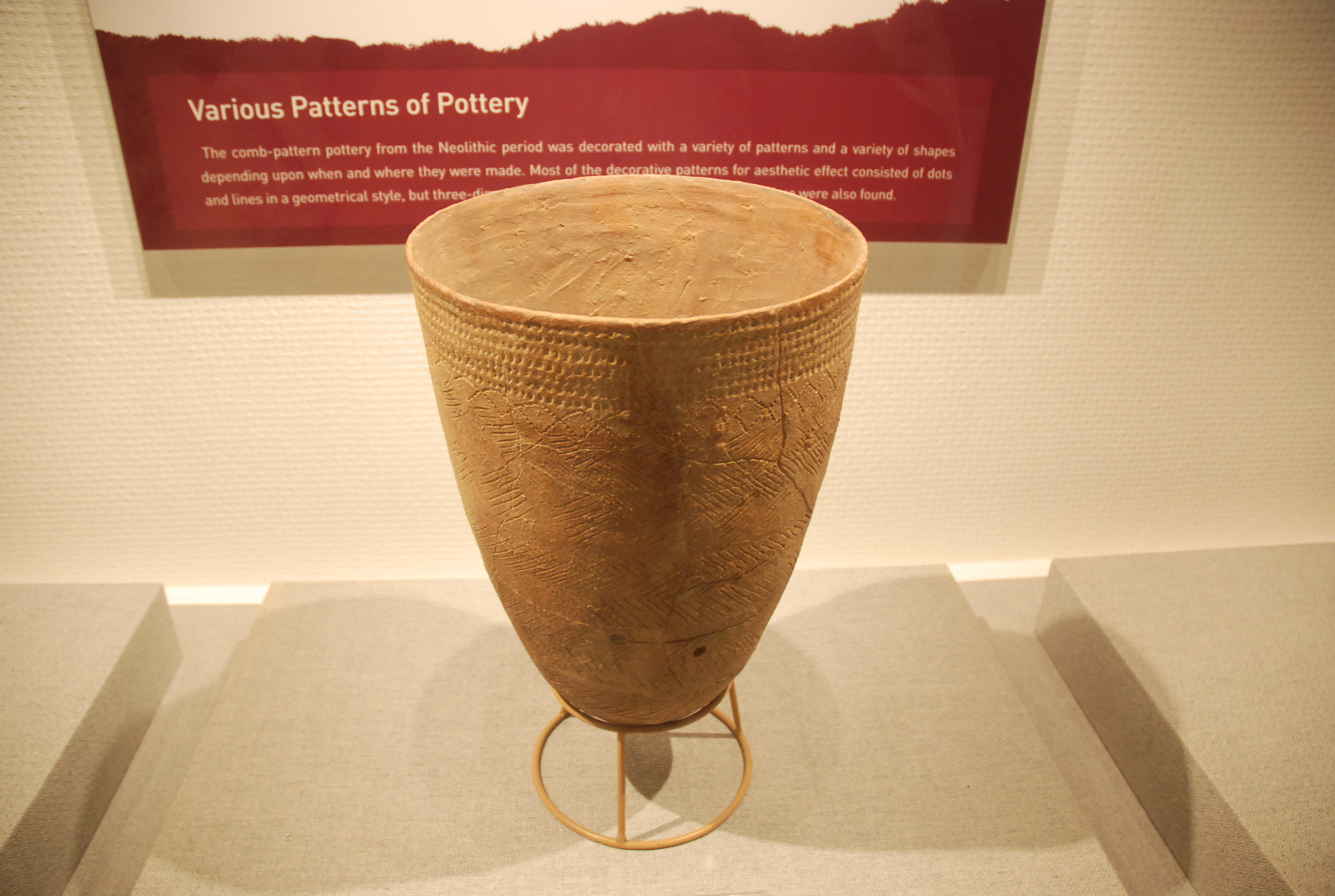
암사동 선사유적지 빗살무늬토기

토기(土器)는 다공질로서 무유(無釉)의 것이고, 일반적으로 원료는 유색의 양토질(壤土質) 또는 석기질이 사용되나, 정도기(精陶器)와 아주 비슷한 소지토(素地土)의 것도 있다. 약 9000년전부터 인류는 토기를 만들어 왔으나, 현재에는 검은 기와, 붉은 벽돌, 화분의 일부 등이 만들어지고 있다. 또한 정도기질(精陶器質)의 것에는 전지용 애벌구이, 전해용 격막, 기체여과, 세균 그 밖의 여과체 등이 있다. 일반적으로 토기는 부서지기 쉽고, 도자기 중에서는 가장 원시적인 것이다. 한국에서는 즐문식(빗살무늬), 채문식(彩紋式) 토기 등이 있다. 토기와 도기의 차이는 크지 않으며, 토기라는 용어는 일본에서 처음 사용된 것이기에 사용을 배제하는 사람도 있다.

### 도기
도기(陶器)는 외관에 의하여 정도기(精陶器)와 조도기(粗陶器)로 분류되는데, 정도기는 대체로 백색이므로 그 소지(素地)는 치밀하고 경도가 높다. 그리고 애벌구이를 한 뒤에 본구이를 하는 것(半磁器 등)과 본구이 즉 맺음구이를 한 뒤에 재벌구이를 하는 것(硬質陶器, 半熔化陶器 등)의 구별이 있다. 조도기는 어느 것이나 소지가 유색으로서, 한국 것은 저화도 조도기와 고화도 조도기로 나뉜다. 성질에 따라 분류하면 점토질, 장석질, 백운석질 도기로 나뉜다. 점토질 도기에는 한국 고래의 도기가 해당되고, 장석질 도기는 경질도기(硬質陶器), 반용화도기(半熔化陶器) 등으로 나뉜다. 1250°C ~ 1350°C에서 맺음구이를 하고 유약을 발라 먼저 온도보다 저온에서 재벌구이한 것이 많다. 주로 타일, 부엌 식기, 위생도기 등이 만들어진다.

### 석기
굽는 온도가 높고 유약을 사용하지 않은 불투명한 것을 석기(石器)라 부르기도 한다. 석기의 종류에는 성형된 것을 굽기 전에 짚으로 싸서, 짚에서 나온 재가 유약과 같은 작용을 하여 그 부분만 무늬가 생긴 것, 연료로 사용한 소나무의 재가 유약작용을 한 것, 숯불의 탄소가 재료 속의 철분과 화합한 것 등이 있다. 사용 찰흙의 빛깔, 유약의 상태 등에 따라 조석기(粗石器)와 정석기(精石器)로 나뉜다. 토기나 도기에 비하여 소지(素地)에 흡수성이 없고, 도기와 자기 사이의 것으로서 일반적으로 소지는 유색이며, 개중에는 유약이 없는 것도 있다. 조석기는 석기 찰흙 그대로를 사용할 경우가 많고, 원료중의 불순물이 굽는 동안에 용제가 되어서 소지가 잘 구워진다. 식염유를 바른 것이나 도기에 유약을 바른 것이 있다. 정석기는 비교적 정제된 원료를 사용하고 조석기보다 고온에서 소성(燒成)된 것이 많으며 소지는 백색에 가까운 담색으로 무유(無釉)의 것이나, 식염유, 일반유(一般釉)를 칠한 것이 있다. 화학공업용의 전해탄크(電解槽), 내산타일(耐酸 tile) 등이 있고 스웨덴 등의 공예품 중에 대단히 아름다운 유약을 바른 고온도소성(燒成)의 것이 있으며, 중국의 송시대의 것에서 많이 볼 수 있다.

### 자기
자기(磁器)는 질적으로 도자기 중에서 가장 뛰어난 것이고 역사적으로도 가장 새로운 재질이다. 일반적으로 소지는 백색으로서 흡수성이 없고 투광성이 있어서 두드리면 금속성 소리를 낸다. 자기도 다시 세분하면 연자기(軟磁器), 경자기(硬磁器), 특수도자기의 3종으로 된다. 연자기는 1250°C 전후에서 투광성이 생길 때까지 맺음구이를 하고 시유(施釉)한 뒤 1000°C 전후에서 재벌구이를 한다. 유약의 정도가 낮은 것이 결점이지만 광택이 좋고 안료의 발생이 아름답다. 고대 중국자기, 본차이나, 프리트 자기 등이 여기에 속한다.
도자기는 소성온도가 높고, 유약의 경도도 높아 실용성에 뛰어나다. 경자기는 다시 저화도자기(1250°C ~ 1350°C 소성), 중화도자기(1350°C -1400°C 소성), 고화도자기(1400°C 이상 소성)으로 나뉜다. 일반적으로 유럽 자기는 고화 도자기가 많고(영국의 본차이나 등을 제외함), 중국의 자기, 한국의 서양식 자기는 중화도자기에 속하고 삼국시대 통일신라의 도자기에 저화도자기에 속하는 것이 있다.
특수도자기는 기계적인 강도, 내산성, 전기적인 제 성질을 더욱 좋게 하기 위하여 특수한 원료를 많게 하거나 또는 한 성분에 의하여 만들어진 것으로서 소성온도, 성질은 여러 가지이다. 고주파 절연물, 콘덴서, 고급 점화플러그 고급 도가니 등, 대부분은 자기인데, 개중에는 석기의 성질을 가진 것도 있다.

## 도자기의 종류
소성온도 외의 색깔, 문양, 생산지에 따라 특별히 부르는 이름이 정해져 있는 경우가 있다.

### 청자
청자(靑磁)는 극소한 철분을 함유한 유약을 고화도의 환원염으로 소성하면 푸른 기를 띠어 발색한다. 옛 중국 한시대에 이미 만들어지고 있었고, 그 후 송시대로 접어들어 대단히 아름다운 청자가 구어지고 있었다. 더욱이 한국의 고려청자는 세계적으로 유명하다.

### 백자
백자(白磁)는 청자보다 뒤늦게 만들어져 당시대에 생겼다. 소지는 희고 투명성이 있는 것이 많고 노르스름한 빛깔을 띤 백자와 푸르스름한 백자가 있다. 전자는 산화염, 후자는 환원염에서 소성된 것이다. 조선시대 백자 등을 들 수 있다.

### 천목
천목(天目)은 일종의 철유(鐵釉)로서, 도자기에 철분이 포화상태인 유약을 발라 황갈색 기조로 발색하는 방법이며 유약이 두꺼워질수록 검은색 기운이 많이 나타난다. 이 유약은 암석의 철분이 물에 녹아 흐르다가 다시 침전된 갈철광을 그대로 쓰는 것이며 고려시대의 천목은 송자기의 천목을 모방하고 있음이 분명하다. 천목에는 무늬를 백토로 상감하거나 조각한 것이 있고 특히 상감의 예에서 보면 검정 바탕에 백토가 효과적으로 나타나고 있어 일반적으로 생각하는 천목과는 다른 인상을 준다.
한시대에 생긴 유약이나 청자와 마찬가지로 송시대에 특히 뛰어난 것이 나오고 있었다. 고려자기에서도 천목이 특히 발달하였었다. 천목은 일본어의 덴모쿠(天目)가 보편어로 쓰이면서 생긴 이름이다. 유조(釉調), 산지명(産地名) 등에 따라 요변천목(曜變天目), 유적천목(油滴天目), 대피천목(玳披天目), 건잔천목(建盞天目), 하남천목(河南天目) 등이 있다.

### 진사
진사(辰砂)는 구리를 함유한 유약을 고화도환원염으로 소성한 적색을 띤 유약을 말한다. 중국의 원시대, 명시대에 구리 그림물감으로 밑그림을 그린 유리홍(釉裏紅)이 있고, 청시대에는 일면에 적색유를 바른 것이 나왔다. 고려자기나 조선시대의 백자에서 찾아볼 수 있다.

### 청화
코발트광(鑛)이 청색을 띠게 하는 그림물감에 사용된 것은 중국 당시대에 당삼채의 저화도유(低火度釉)에서 볼 수 있는데, 고화도유 아래 사용된 것은 송시대 말기에 비롯되고, 원시대에 서역에서 코발트광이 수입되어 자기 그림 그리는 데에 사용되었고, 명시대에서 청시대를 거쳐 오늘날에도 일반적인 자기의 그림을 그리는 데 애용되고 있다. 그 기술은 한국, 안남(安南)으로 전해지고 한국에서 일본으로 전하여졌다. 또한 유럽의 도자기에도 영향을 주어 코펜하겐 왕립제도소의 자기, 네덜란드의 델프트의 도기 등은 현재도 동양적인 청화풍(靑華風)의 제품을 생산하고 있다.

### 적화
적화(赤畵)는 송시대에 본구이된 자기에 덧그림을 그리고 저온도에서 굽는 기법으로 원대 말에 자기에 이용되었다. 붉은 무늬에 의한 적색이 주로 사용되었으므로 일괄하여 적화라 한다. 명시대에는 훌륭한 적화를 구웠었는데, 그 연대에 따라 선덕적화(宣德赤畵), 성화적화(成化赤畵), 가정적화(嘉靖赤畵), 만력적화(萬曆赤畵) 등으로 불리고 저마다 취향이 다르게 되어 있다. 적색 이외에는 노랑, 초록색, 자주빛, 파랑 따위 빛깔이 사용된다. 색화(色畵)라고도 한다. 청조시대로 접어들어 기술적으로 매우 훌륭한 것이 나왔다.

### 화청자
화청자(畵靑磁)의 경우 유약 밑에 그림을 그린 것을 유리(釉裏), 유표면에 그린 것을 유표(釉表)라고 한다. 유리화(釉裏畵)는 백토, 흑토, 철사(鐵砂), 진사(辰砂)로 태토(胎土) 위에 그림이나 무늬를 그린 다음, 그 위에 유약을 발라 구운 것으로서 송시대의 수무요(修武窯), 원시대의 자주요(磁州窯)의 영향으로 생긴 것이다. 유포화는 금니(金泥)로 자기 표면에 그림이나 무늬를 그린 다음, 그 위에 유약을 바른 것으로 장식적인 사치품이다.

### 고요지
고요지(古窯趾)는 한국의 제도지(製陶地)로 고려자기나 이조자기를 굽던 옛 터를 가리켜서 말한다. 경기도의 광주를 위시하여 고양, 전라도의 부안, 진안, 강진, 계룡산 등지에 있고, 광주 등지처럼 현재에도 생산되고 있는 곳도 있으나 거의가 요적(窯跡)이 있을 뿐이다.

## 아시아의 도자기

### 중국의 도자기

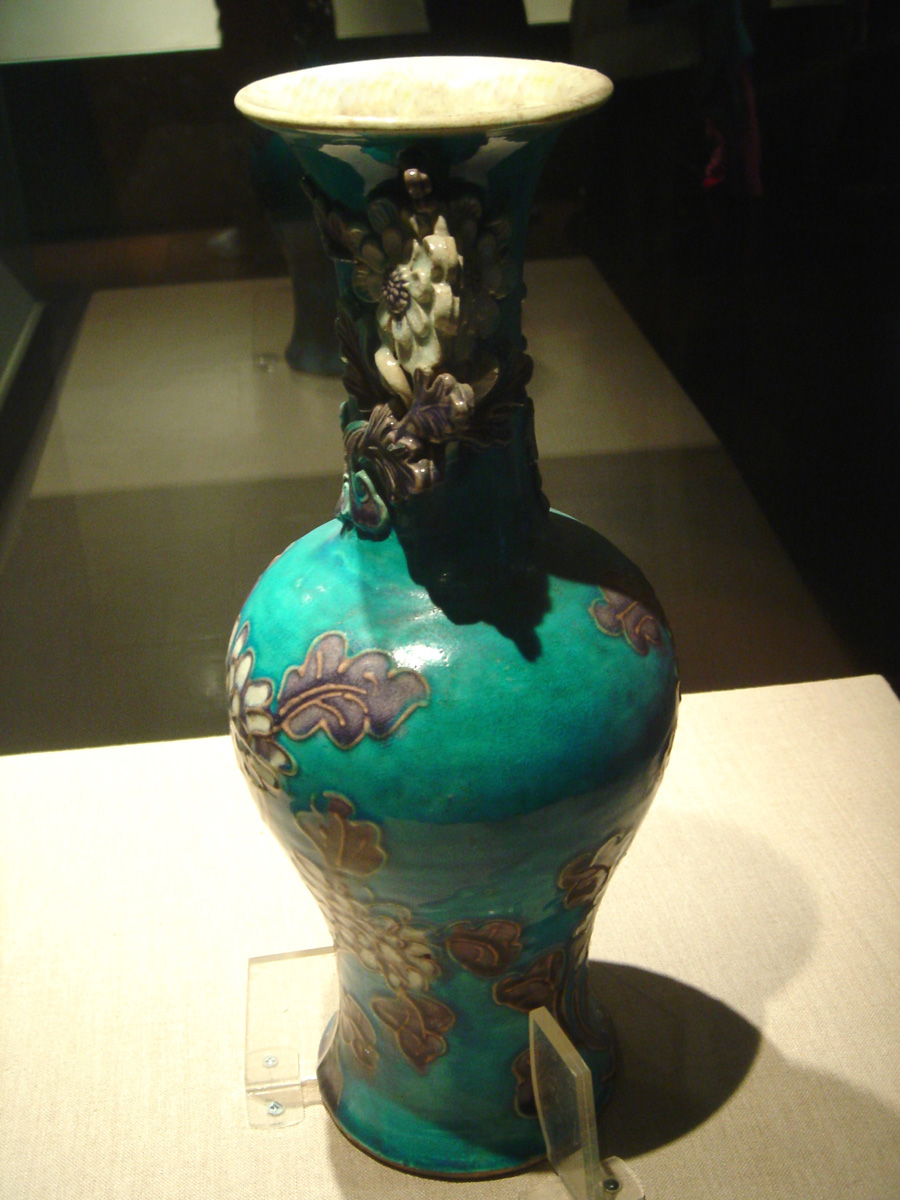
중국 명나라 때의 도자기

중국은 동아시아에서 가장 먼저 도자기를 발달시켰으며 주변의 한국, 베트남, 일본 등은 물론 멀리 서아시아나 유럽 등지의 도자기에도 많은 영향을 미쳤다. 중국의 도자기는 은나라 때부터 발달되기 시작한 것으로 추정되고 있다.

#### 당삼채
당삼채(唐三彩)는 중국 당대의 도기로 삼채 유약을 사용한 것을 말한다.
주로 장안·낙양 귀족들의 장례용으로 제작되었고, 묘릉에 부장되었다. 도질(陶質)의 소지에 화장한 다음 녹·갈·황·백의 연유로 화려하게 칠하였으며, 또는 코발트의 남유(藍釉)를 칠한 것도 있다. 기형은 용수호, 만년호와 반(盤), 완 외에 여러 가지 형태의 남녀 인물상, 신상, 진묘수(鎭墓獸), 말, 낙타 등의 각종 명기. 당대 귀족의 취미, 생활양상을 잘 나타내고 또 당시 유행한 서아시아풍 의장과 복식이 가끔 보인다. 아마도 측천무후(재위 690∼705) 경부터 출현하여 후장(厚葬)의 풍습이 높아짐에 따라 크게 유행하였으나, 안록산의 난(756) 이후에는 제작되지 않았다. 그러나 발해삼채, 요삼채, 송삼채 등과 페르시아 삼채 등에까지 그 영향이 미쳤다고 한다.

### 한국의 도자기
한국의 도자기는 비록 중국의 영향을 받았으나 종주국이었던 중국조차도 감탄할 만큼 그 품질과 아름다움이 뛰어나 동아시아 각국에서 한국의 도자기를 수출하기도 했다.

#### 선사시대

빗살무늬토기.

신석기시대 사람들은 토기를 만들어 식량을 저장하기 시작하였다. 이는 구석기시대의 유랑생활에서 벗어나 강가에서 어로나 수렵을 하고, 나중에는 농사를 짓게 되면서 발생한 일이었다. 신석기시대에 만들어진 토기는 야외에서 말리거나 구덩이를 파고 700도 정도의 온도에서 구운 것이었다. 낮은 소성온도로 인해 내구성에 한계가 있었다. 고고학적으로 살펴보면 한국에서는 덧무늬토기, 눌러찍기무늬토기, 빗살무늬토기, 번개무늬토기 등이 만들어졌으며, 각각의 토기는 지표연대를 가늠하는 중요유물이 된다.

#### 고조선
이 시기에는 표면을 갈아 윤기를 낸 토기가 등장한다. 붉은 간토기(홍도), 검은 간토기(흑도) 등이 그것이다. 이외에 점차 장식이 적어지는 민무늬 토기(덧띠 토기)가 등장하였는데, 이는 생산력이 증가하면서 용량이 큰 토기를 대량생산하게 되었기 때문으로 짐작된다. 이 시기의 토기는 고조선의 세력권을 알려주는 주요 지표유물이 되어준다.

#### 삼국 시대

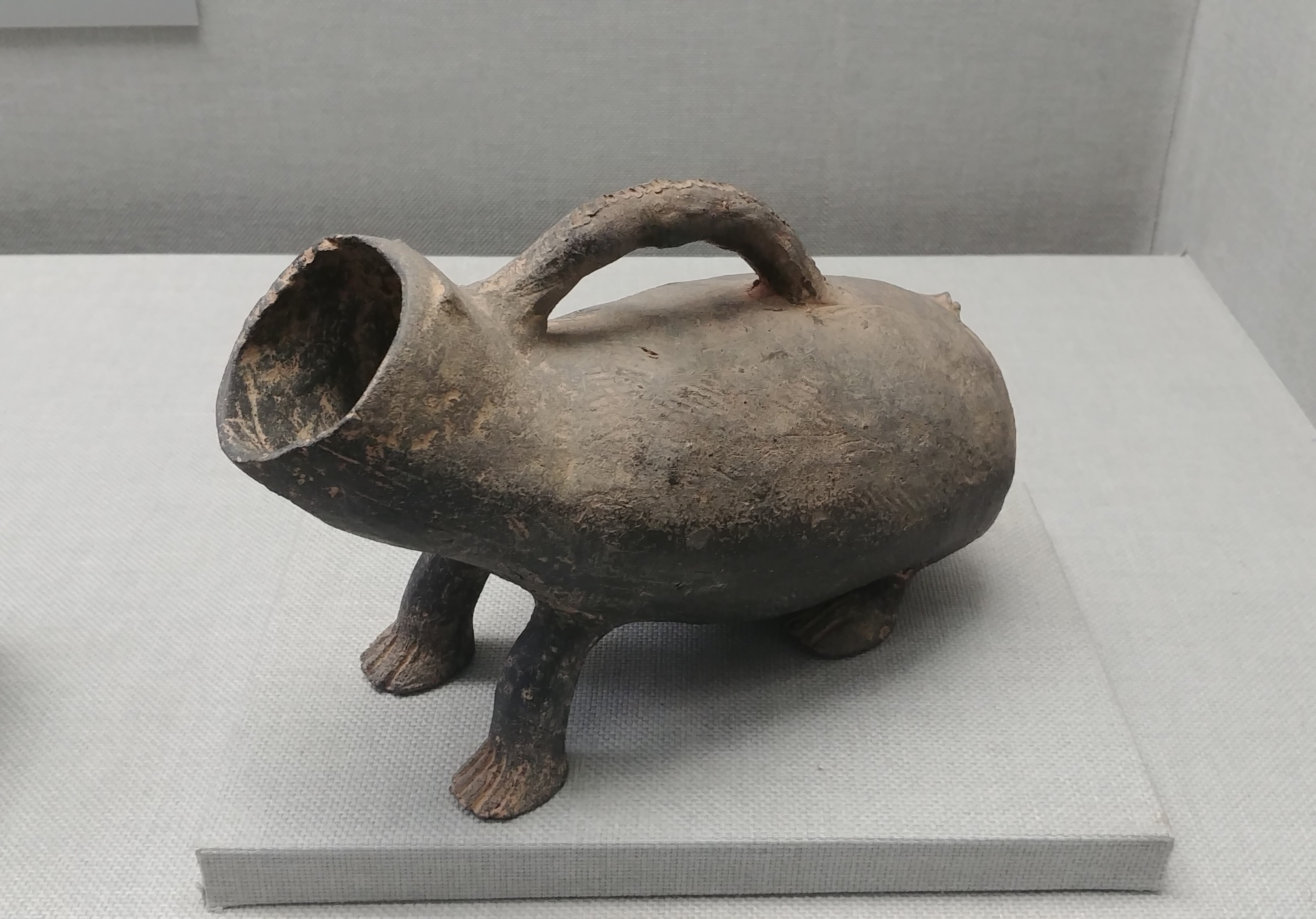
동물 모양 토기, 경기도 박물관 소장

삼국시대에는 기술이 발달하여 도기가 만들어지기 시작하였다. 특히 신라와 가야에서는 인물형, 동물형 모양의 토기가 만들어지기도 하였다.

##### 신라

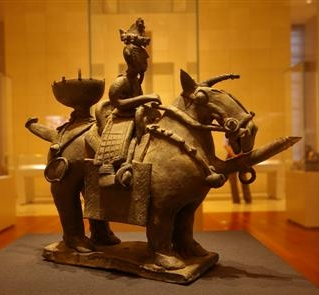
도기 기마인물형 명기.

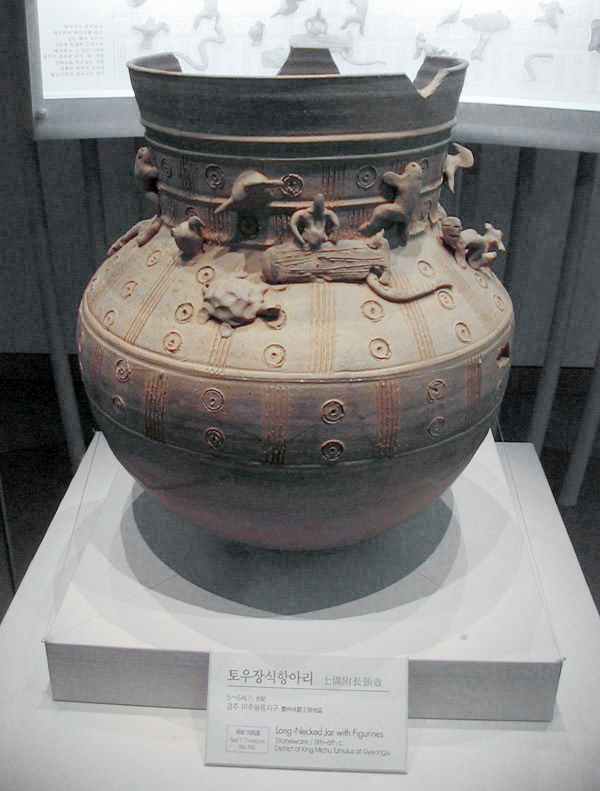
토우장식 장경호.

초기 신라는 가야와 함께 각종 모양의 도기를 생산하였으며, 특히 국보 91호 도기 기마인물형 명기가 잘 알려져 있다. 이 그릇의 말탄 인물 모습은 당시의 생활상을 추측하는데 도움을 주었다. 이외에도 도기에 토우를 장식한 토우장식 장경호 또한 당시 신라인들의 사고와 생활상을 짐작하는데 도움을 준다. 신라인들은 악기를 연주하거나 성행위를 하는 모습 뿐 아니라, 코끼리나 개미핥기 같은 동물의 모습도 토우로 만들어 붙였다.

##### 가야

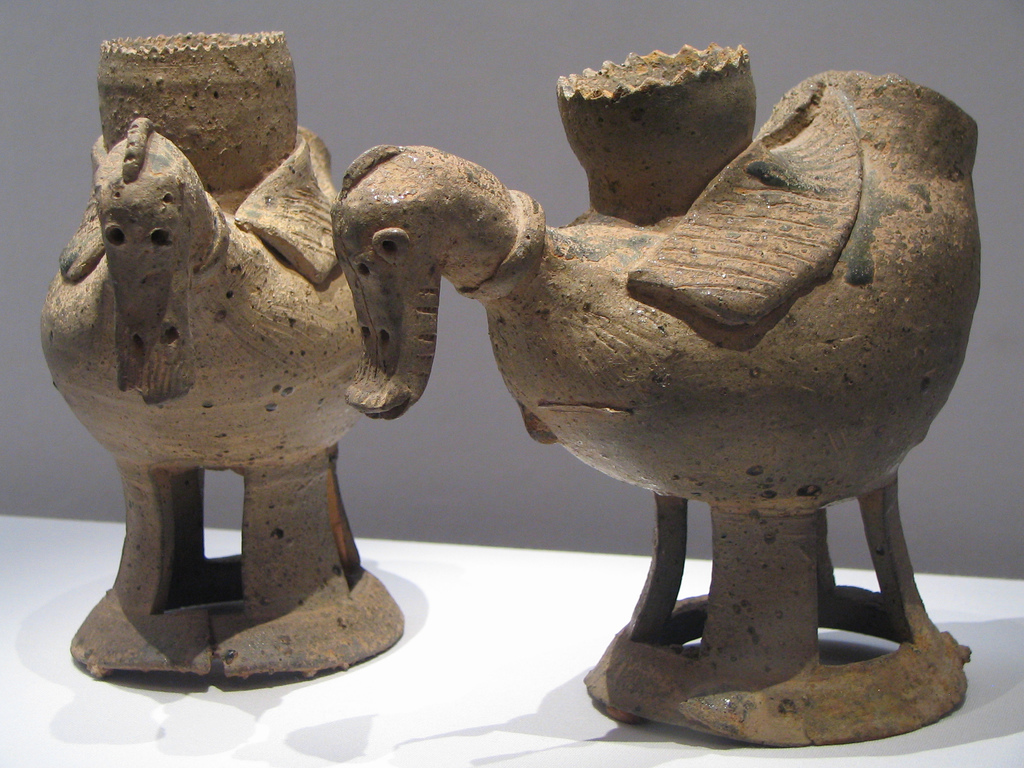
가야 오리모양 도기.

가야는 고구려, 백제, 신라와 달리 중앙집권국가로 나아가지 못하고 연맹국가 단계에서 신라에 흡수되었다. 가야의 미술품으로는 가야 고분에서 출토된 대량의 도기들이 유명하다. 이 시기에는 도기들이 순장시에 같이 매장되는 품목이었으며, 대량으로 도기를 제작하여 매장하는 것이 권력자의 권력수준을 과시하는 역할을 했다. 가야토기는 신라토기와 마찬가지로 받침이 길고 구멍이 뚫려 있는 것이 특징이며, 이 구멍 모양이나 배치는 각 국가나 지역마다 다른 모습을 보인다.

#### 고려
고려청자는 고려시대를 대표하는 미술 중 하나이다. 비취(녹색 옥)같은 색을 의미하는 비색(翡色, celadon green)을 특징으로 하는 고려청자는 문벌 귀족들이 권력을 잡았던 1050년 경부터 무신정권 말기인 1250년 경까지 제작되었다. 문벌 귀족들이 지배하던 시기의 고려청자는 유교와 송의 귀족문화의 영향을 받아 단순하면서 세련된 모양을 보여주었다. 반면 이후 무신정권기의 고려청자는 도교의 영향을 받아 화려한 형태와 문양을 띄게 된다. 후기의 청자는 청자비룡형 주자(주전자)처럼 복잡한 동물모양으로 만들어지거나, 청자 상감운학문 매병처럼 복잡한 상감 기법을 이용해 문양을 넣었다. 원의 간섭을 받으면서 고려청자 제작 기술은 쇠퇴하고 중국에서 수입한 백자를 흉내낸 분청사기가 만들어지기 시작한다.

#### 조선

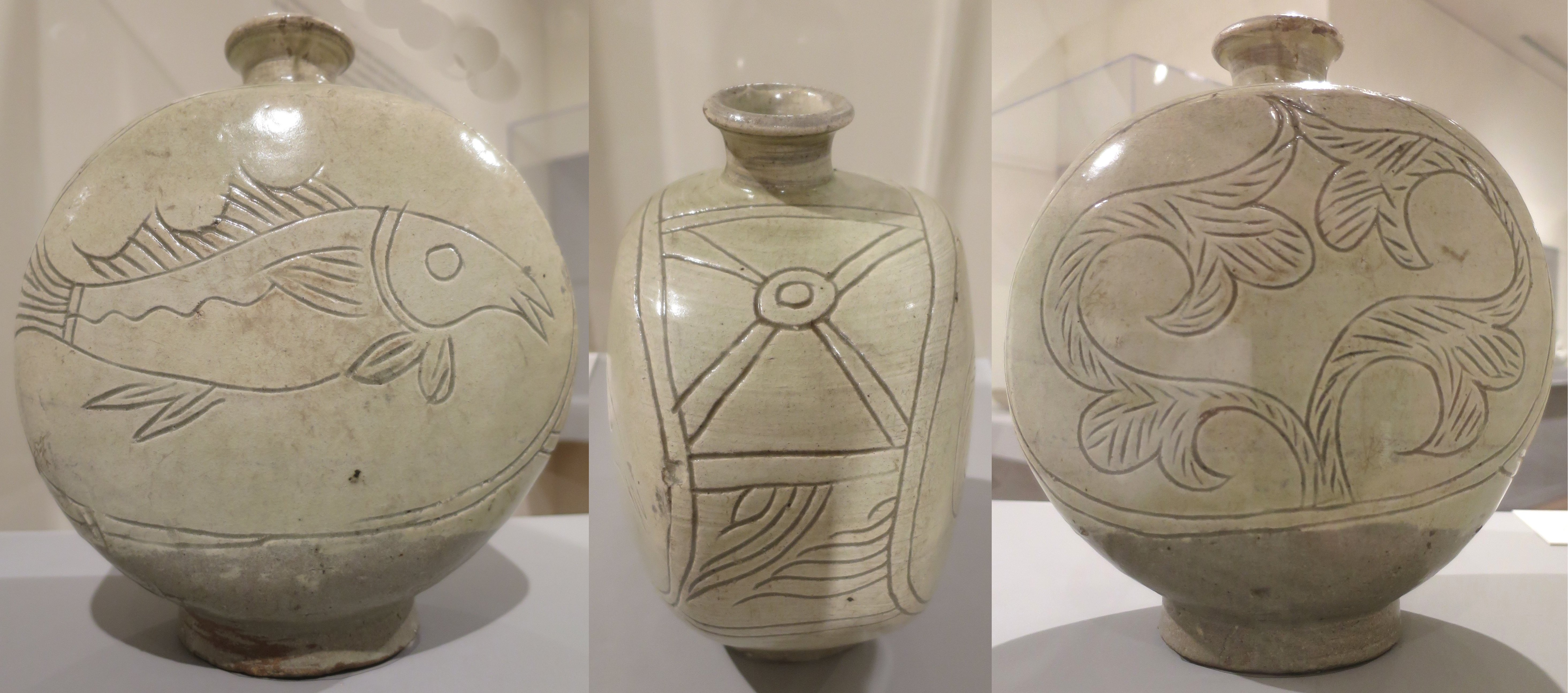
음각어문편병, 호놀룰루미술관 소장

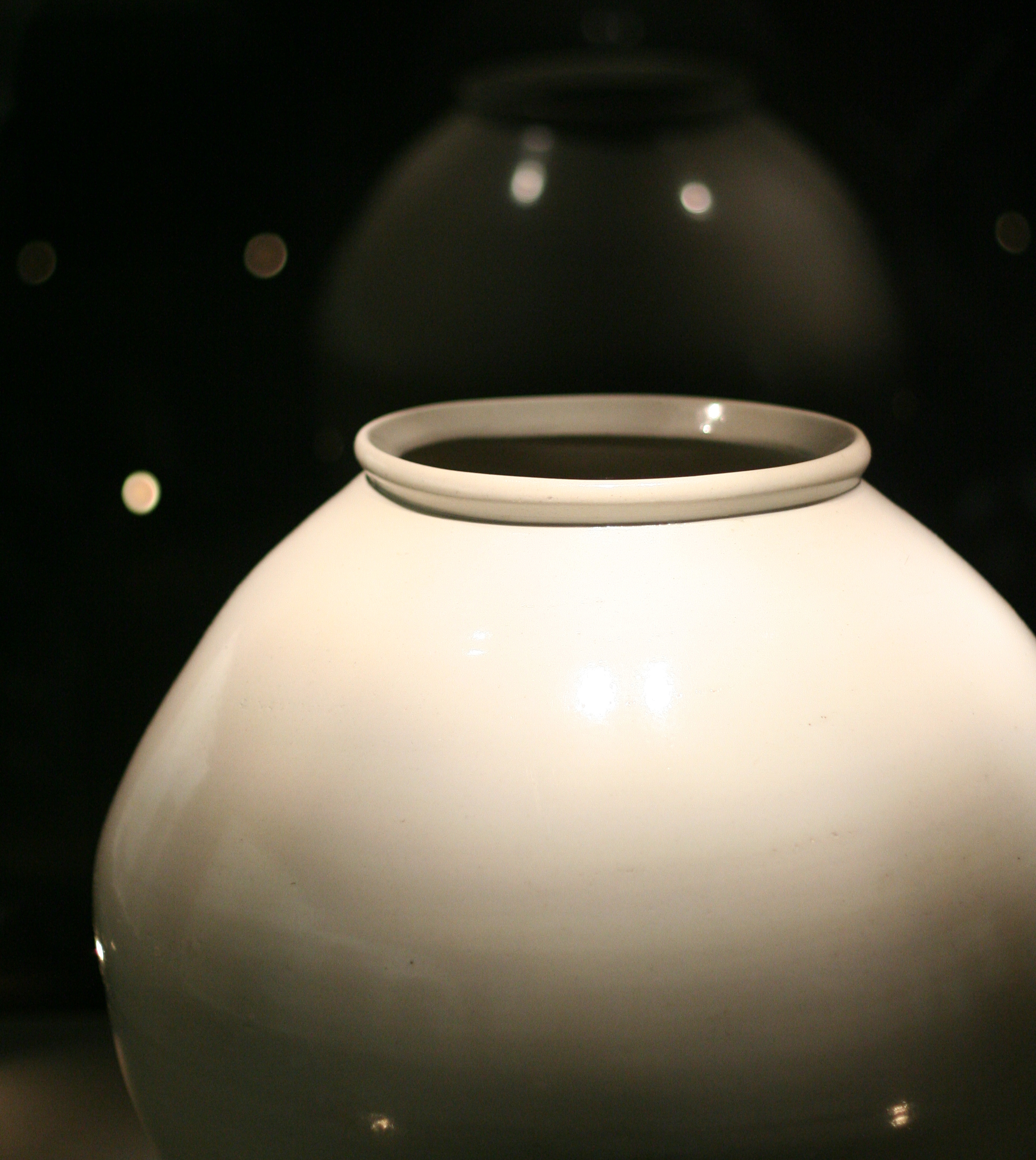
백자 달항아리.

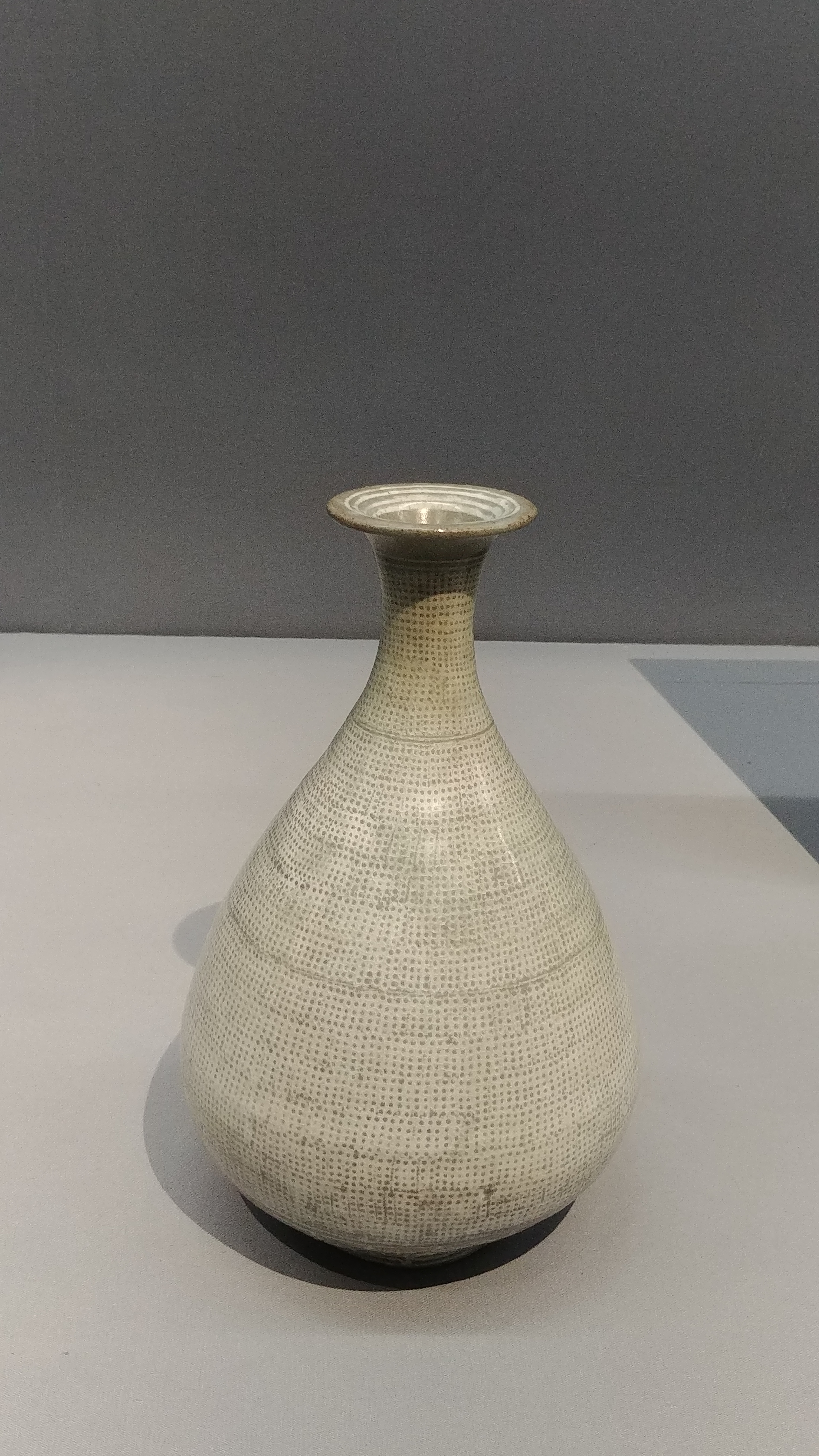
분청사기 인화 무늬 병, 경기도 박물관 소장

조선 전기에는 주로 분청사기가 만들어지다가, 조선 후기로 갈수록 백자 중심으로 바뀌었다.

#### 일제강점기 및 현재
일제강점기 35년을 거치면서 한국의 도자기 기술은 특유의 아름다움과 섬세함은 사라지고 급속도로 쇠락하였다. 이러한 상황은 광복 후에도 6·25 전쟁 등을 겪으면서 그리 달라지지 못했다. 그러나 1960년대부터 다시 발전하여 지금은 대부분 공업화되고 대량생산화 되었다. 그러나 옛날 방식의 도예기술을 이으려는 노력도 많은 도공들에 의해 끊임없이 지속되고 있다.

### 일본의 도자기
일본은 동아시아에서 가장 도자기의 발달이 늦은 나라이다. 일본은 토기만을 사용하다가 당나라 초기의 당삼채를 모방한 도자기로서 유약으로 가공한 최초의 도자기인 '나라삼채'(奈良三彩)라는 도자기가 만들어졌다. 헤이안 시대 이후부터 일본 전국 각지에서 독자적인 방법을 구사하며 서서히 발달해 나가다가 임진왜란 이후 조선의 도공들을 데려오면서 도자기가 처음으로 만들어졌다. 또 메이지시대부터는 유럽의 도예기술도 전해지면서 현재는 도자기를 세계 각지에 수출하는 등 도자기 산업이 매우 발달하였다.
과거 일본에서는 도자기가 굉장한 귀중품으로 여겨졌으며 임진왜란 당시에도 도자기만 전문적으로 노략질을 담당하는 왜병이 따로 존재했을 정도였다. 또한 도자기는 당시의 일본인들에게 굉장한 귀중품으로 여겨졌으므로 도자기를 파손한 왜병은 즉결 처분되었다.

## 용도

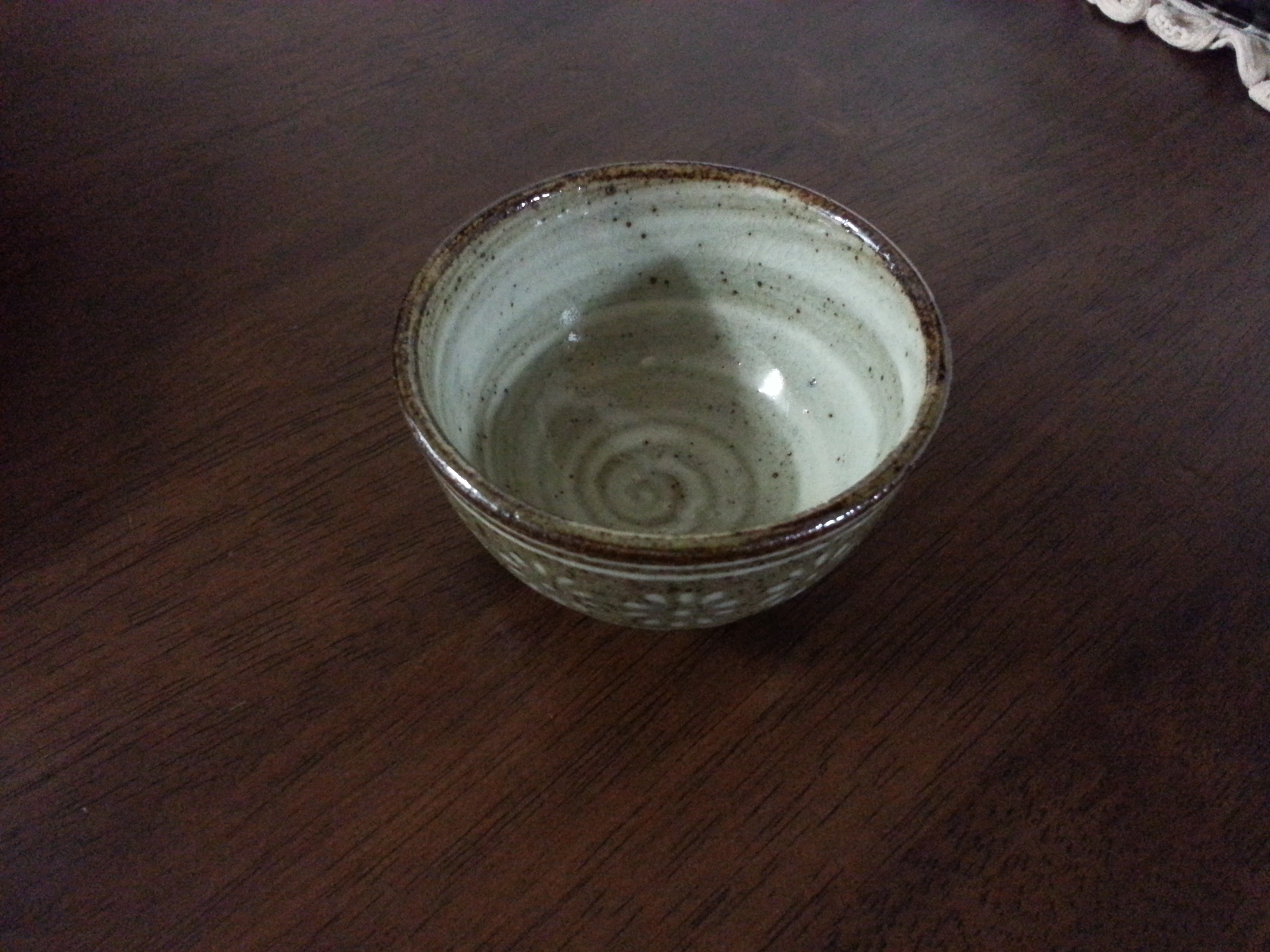
분청사기 찻잔

도자기는 관상용으로도 쓰이고, 화병이나 찻잔, 식기 등으로도 쓰이는 등, 옛날부터 다양하게 사용되었다.

## 같이 보기
- 석기 (도자기)
- 골회자기 (본차이나)